# Diane Brewster
Diane Brewster (* 11. März 1931 in Kansas City, Missouri; † 12. November 1991 in Studio City, Kalifornien) war eine US-amerikanische Schauspielerin.

## Leben und Karriere
Brewster absolvierte ihren ersten Fernsehauftritt im Jahr 1952 und zwei erste kleine Filmrollen im Jahr 1955. 1956 wurde Brewster als Ansagerin der Fernsehshow der Bandleaderin Ina Ray Hutton engagiert, wo man auf sie aufmerksam wurde. Kurz darauf erhielt sie einen Vertrag bei Warner Brothers und wurde anschließend auch in größeren Rollen eingesetzt, etwa als Ehefrau von Glenn Fords U-Boot-Kommandeur im Kriegsfilm Torpedo los!. Ihre Filmauftritte fielen allerdings oftmals eher dekorativ aus, sodass Brewsters gutes Aussehen mehr als ihre Schauspielfertigkeiten im Vordergrund stand. Als ihre wohl beste Filmrolle gilt die Mutter von Paul Newmans Hauptfigur in dem Filmdrama Der Mann aus Philadelphia unter Regie von Vincent Sherman. Dieser sollte aber auch ihr letzter von insgesamt zwölf Kinofilmen bleiben.
Bekannt wurde Brewster auch durch wiederkehrende Nebenrollen in drei Serienklassikern: In Maverick spielte sie zwischen 1957 und 1958 die Trickbetrügerin Samantha Crawford – zwar war sie in nur vier Folgen zu sehen, doch war ihre Samantha damit trotzdem die wichtigste Frauenfigur der gesamten Serie. In Erwachsen müßte man sein (Leave It to Beaver) verkörperte sie in demselben Zeitraum in fünf Folgen Miss Canfield, die junge Lehrerin der Hauptfigur Beaver. In Auf der Flucht war sie ab 1963 zwar nur in drei Folgen zu sehen, doch hatte sie die Schlüsselrolle der zu Serienanfang ermordeten und in Rückblenden gezeigten Ehefrau von Dr. Kimble inne. Nach 1959 war Brewster ausschließlich in Fernsehserien zu sehen und hatte in der kurzlebigen Serie The Islanders (1960–1961) als Wilhelmina „Steamboat Willie“ Vanderveer auch eine Hauptrolle. Um 1970 zog sie sich zunächst aus Hollywood zurück, trat aber für den Fernsehfilm Still the Beaver (1983) und die Fernsehserie The New Leave It to Beaver (1983–1988) – Fortsetzungen von Erwachsen müßte man sein – erneut in ihrer Rolle als Miss Canfield vor die Kamera.
Brewster war von 1959 bis zu ihrem Tod mit dem Mediziner Jabe Z. Walker (1922–2013) verheiratet, das Paar hatte zwei Kinder. Sie starb 1991 im Alter von 60 Jahren unerwartet an einem Herzinfarkt.

## Filmografie (Auswahl)
Kinoauftritte (komplett)
- 1955: Ich will, dass du mich liebst (Lucy Gallant)
- 1955: Ihr sehr ergebener... (Sincerely Yours)
- 1957: Pharaoh’s Curse
- 1957: Dakota (The Oklahoman)
- 1957: Courage of Black Beauty
- 1957: Der Einäugige (Black Patch)
- 1957: SOS Raumschiff (The Invisible Boy)
- 1958: Die Kanaille von Kansas (Quantrill’s Raiders)
- 1958: Torpedo los! (Torpedo Run)
- 1959: Das tödliche Netz (The Man in the Net)
- 1959: König der Wildpferde (King of the Wild Stallions)
- 1959: Der Mann aus Philadelphia (The Young Philadelphians)

Fernsehauftritte (Auswahl)
- 1952: Gang Busters (Folge 1x09)
- 1955: Streifenwagen 2150 (Highway Patrol, Folge 1x01)
- 1955: Alfred Hitchcock präsentiert (Alfred Hitchcock Presents, Folge 1x10 Der Doppelgänger)
- 1955–1960: The Millionaire (3 Folgen)
- 1956–1962: Cheyenne (4 Folgen)
- 1957: Abenteuer im wilden Westen (Dick Powell’s Zane Grey Theater, 2 Folgen)
- 1957–1958: Erwachsen müßte man sein (Leave It to Beaver, 5 Folgen)
- 1957–1958: Maverick (4 Folgen)
- 1958: Official Detective (Folge 1x36)
- 1958: Mickey Spillane’s Mike Hammer (Folge 1x08)
- 1958: Dezernat M (M Squad, Folge 1x29)
- 1958–1965: Wagon Train (3 Folgen)
- 1959: Josh (Wanted: Dead or Alive, Folge 1x29)
- 1960–1961: The Islanders (24 Folgen)
- 1962: Westlich von Santa Fé (The Rifleman, Folge 4x26)
- 1962, 1964: 77 Sunset Strip (2 Folgen)
- 1963: The Dakotas (Folge 1x08)
- 1963: Perry Mason (Folge 6x27)
- 1963: Sprung aus den Wolken (Ripcord, Folge 2x22)
- 1963–1967: Auf der Flucht (The Fugitive, 3 Folgen)
- 1964: Kentucky Jones (Folge 1x01)
- 1967: Lieber Onkel Bill (Family Affair, Folge 2x11)
- 1968: Der Chef (Ironside, Folge 1x16)
- 1970: The Name of the Game (Folge 2x23)
- 1983: Still the Beaver (Fernsehfilm)
- 1983: Simon & Simon (Folge 2x23)
- 1983–1988: Mein lieber Biber (The New Leave It to Beaver, 5 Folgen)